# أم هرير
أم هرير هو حي يقع في إمارة دبي في الإمارات العربية المتحدة ويبلغ عدد سكانها 4,428 نسمة. وصل عدد سكانها إلى (12,813) نسمة في العام 2023 موزعين بين (6,854) نسمة في أم هرير1 بكثافة سكانية تعادل (6,960) فرد/كم²، و(5,959) نسمة في أم هرير2 بكثافة سكانية تعادل (1,754) فرد/ كم² بحسب بيانات مركز دبي للإحصاء. تقع أم هرير في بر دبي وتحاذي خور دبي من الجهة الشمالية وتحيط بها مناطق الحمرية والكرامة وعود ميثاء، وتعتبر منطقة تجارية وسكنية، وتحوي المرافق الخدمية بأنواعها من مطاعم، ومولات، وبنوك، وفنادق، تحتل موقعاً استراتيجياً هاماً حيث تضم عدة قنصليات، مثل قنصلية الولايات المتحدة الأمريكية، وقنصلية المملكة العربية السعودية، وقنصلية باكستان. بالإضافة لقربها من ممشى السيف وبرج برجمان. أقرب محطة مترو إلى المنطقة هي محطة مترو برجمان. ويقال أن المنطقة سميت بهذا الاسم نسبة إلى امرأة كانت تربي هرّة.

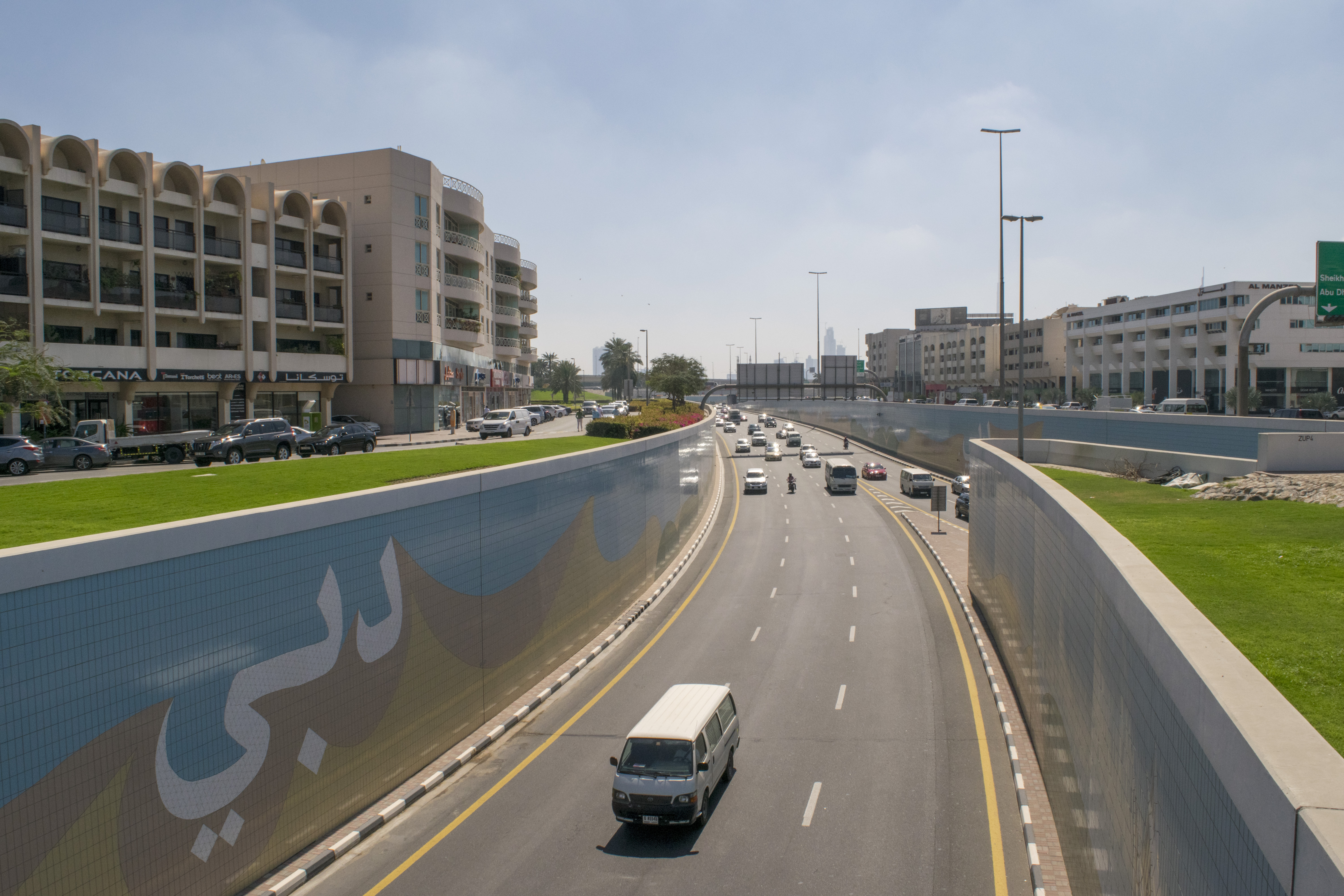
طريق أم هرير

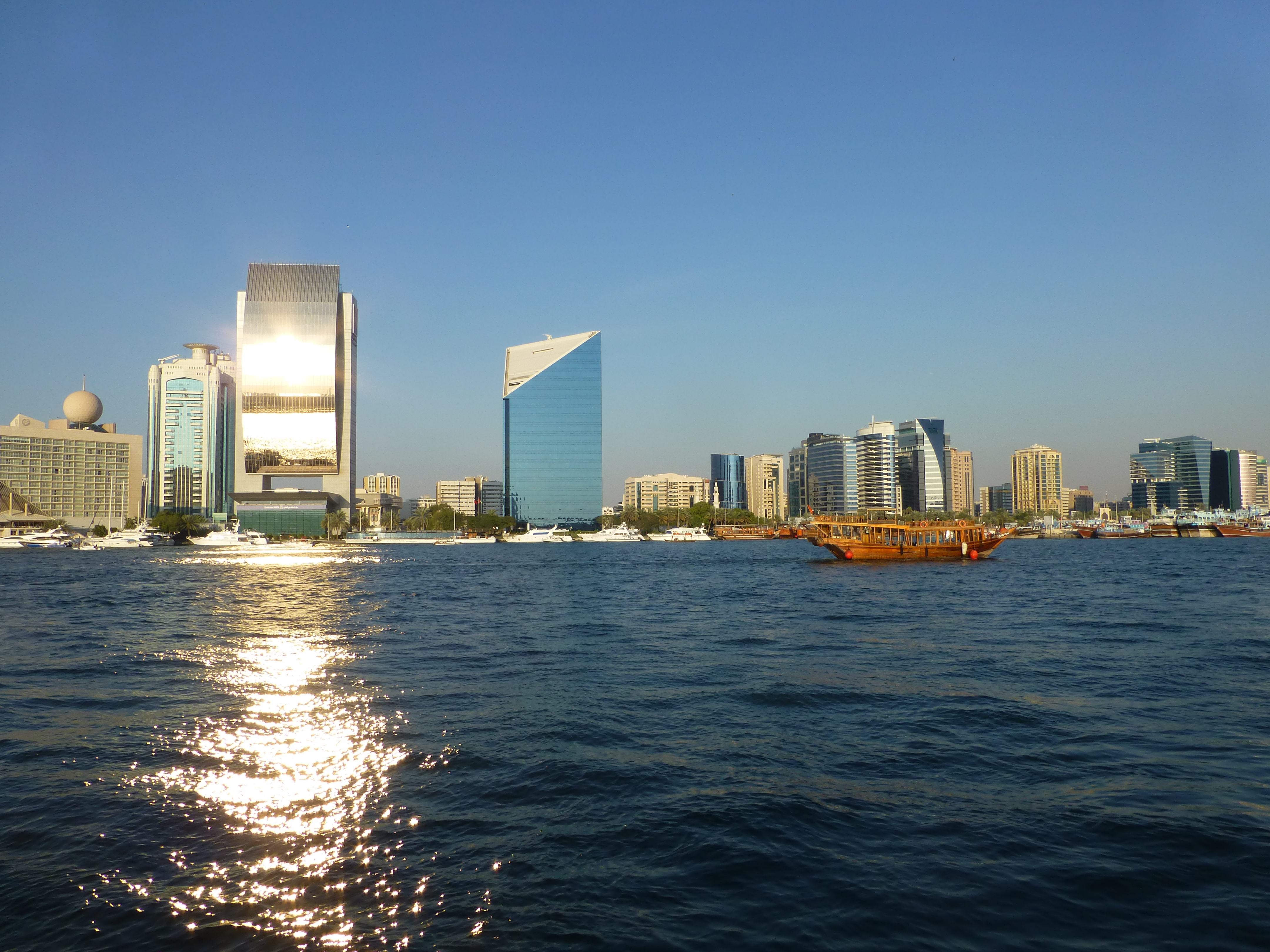